# Église de Vaux-sous-Laon
L’église de Vaux-sous-Laon  est dédiée à Jean le Baptiste, située dans le département français de l'Aisne.

## Histoire
Dans le très ancien faubourg de Laon, des tombes datant du VIIe siècle furent trouvées dans le cimetière autour de cette première église. La construction actuelle date de la fin du XIe ou du début du XIIe siècle. Au XVe siècle elle n’était toujours pas achevée, le chœur et le transept sud étaient toujours des constructions en bois. L'église avait été partiellement détruite lors de la guerre de Cent ans. Au XVIe siècle les deux bras du transept étaient de pierre et couverts, mais lors des Guerres de religion, des incendies partiels détruisaient une partie de l'église. Au moment de la Révolution française, en 1793, l'église fut désaffectée, puis convertie en écurie en 1794. Son clocher a été abattu en 1795. En 1869 le portail était en réfection mais elle subit alors d'importants dégâts lors de l'explosion de la poudrière qui la surplombait au cours de la guerre de 1870. Les travaux de réparation commencés au XIXe siècle, ne s'achevèrent qu'en 1931. En 1940, les Allemands tenaient là plusieurs centaines de prisonniers français et pillèrent le presbytère. L'ancienne école qui prenait la place du cimetière fermé en 1854 est actuellement une résidence d'habitation.

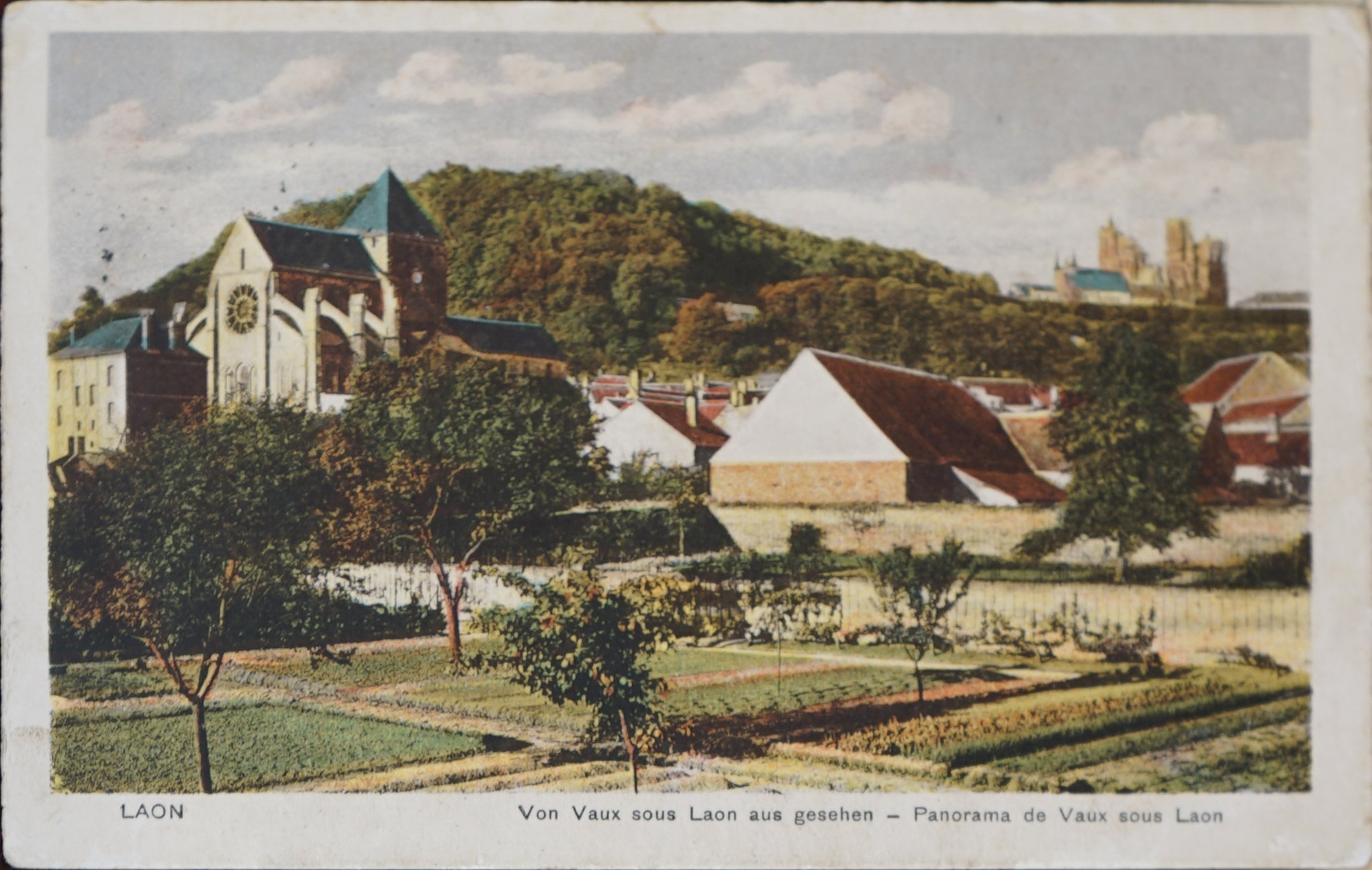
Au début du XXe siècle.

Elle a été classée à l'inventaire des Monuments historiques en 1920, ainsi que deux chapiteaux et deux anges du XVIIe siècle.

### Mobilier
Son histoire fait qu'elle a peu de mobilier antérieur au XIXe siècle à part deux anges agenouillés qui sont ce qui reste de l'autel principal, ils sont du XVIIe. Un ensemble de stalles avec quelques belles sculptures, un tableau de Jean Baptiste enfant réalisé par Gabriel Girodon.

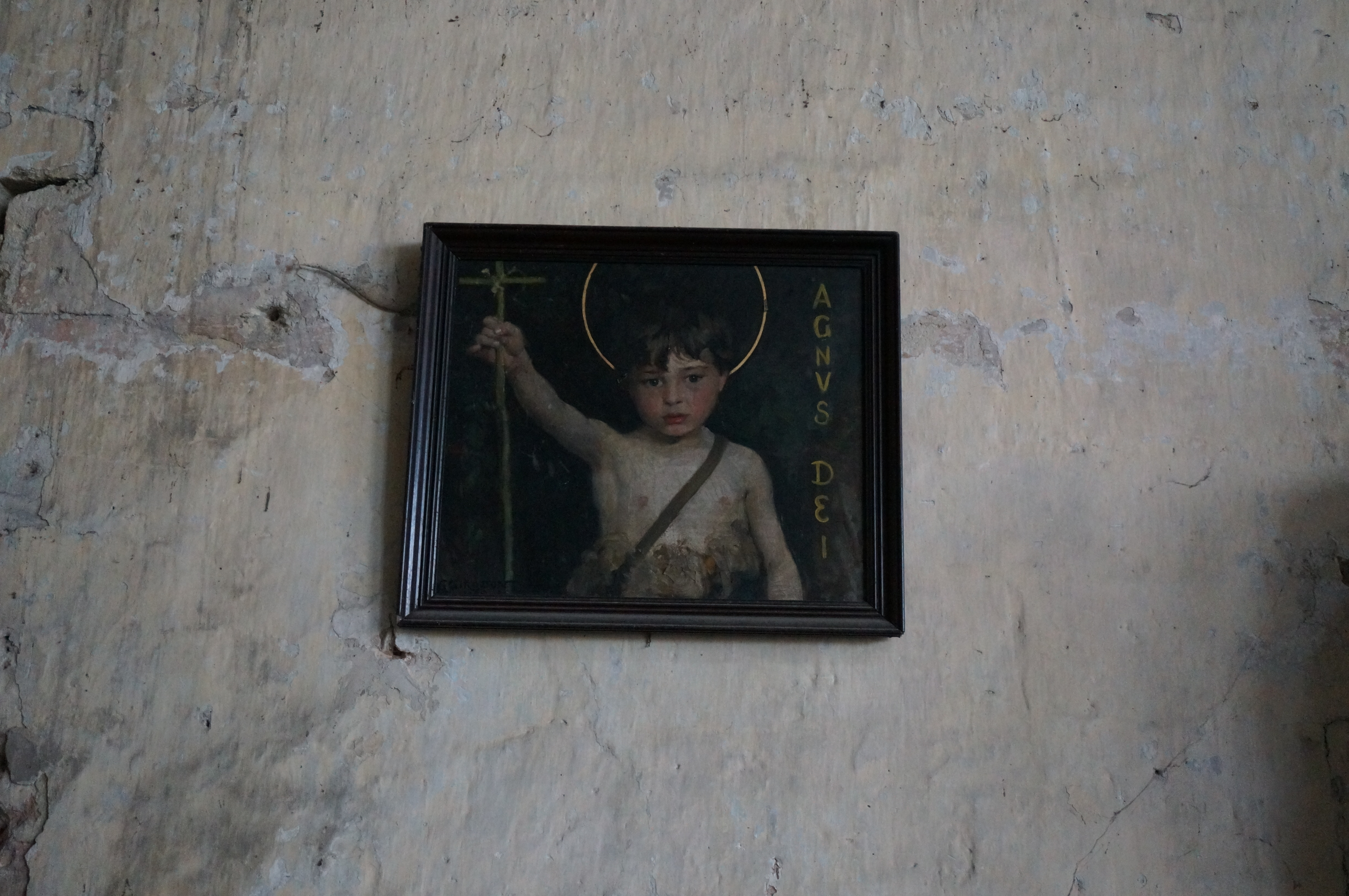
Le Jean Baptiste.

### Orgue

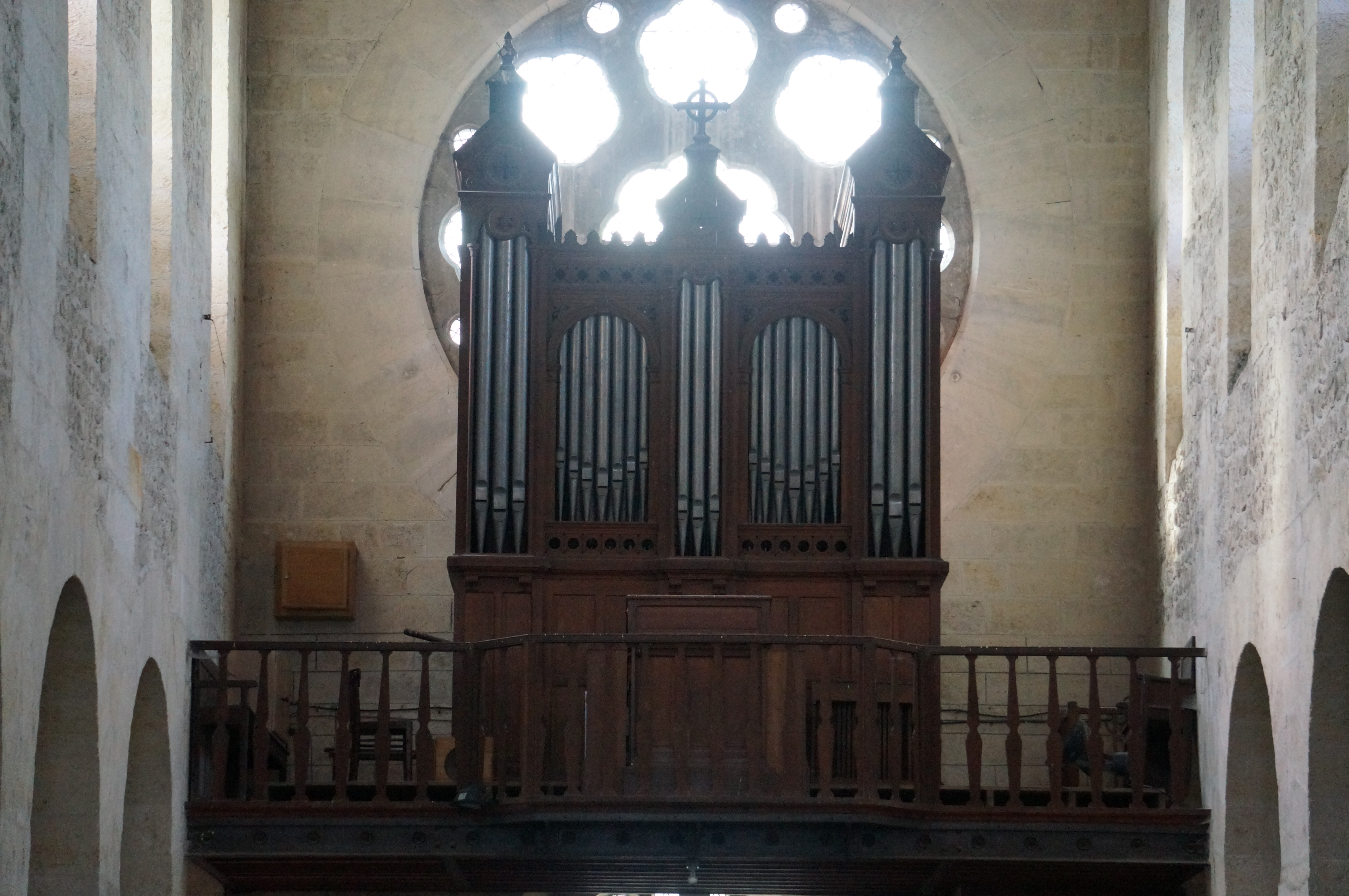
L'orgue.

L'orgue de tribune est l’œuvre d'Aristide Cavaillé-Coll en 1885 (modèle de série). Il avait été commandé par les sœurs de l'Hôtel-Dieu de Saint-Quentin qui en firent don en 1908 à l'église. L'instrument est en état moyen, et nécessite un relevage.
Console : 2 claviers de 54 notes et pédalier de 30 notes. Console retournée.
Transmissions : mécaniques
Tuyauterie : en étain et étoffe, basses en bois. Belle qualité sur ces instruments. Disposition diatonique
Soufflerie : Réservoir à plis parallèles dans le soubassement, ventilateur à fleur de buffet. Soufflerie à main.
Acoustique : 1 seconde de réverbération
| Grand-Orgue                                      | Récit expressif                                                                                     | Pédale                                    |
| ------------------------------------------------ | --------------------------------------------------------------------------------------------------- | ----------------------------------------- |
| Montre 8 Flûte harmonique 8 Bourdon 8 Prestant 4 | Viole de gambe 8 Voix céleste 8 Flûte octaviante 4 Trompette 8 Basson-hautbois 8 (registre "tacet") | (aucun jeu propre : tirasses GO et Récit) |

Accouplement. Tirasses GO, récit. Trémolo récit. Appel et renvoi d'anches.

### Vitraux
La rosace du chevet a en son centre Jésus donnant les clefs de l’Église à Pierre et autour Pierre en médaillon et dans le sens trigonométrique Jacques le Mineur, Simon, André, Barthélémy, Jean, Philippe, Thomas, Jude, Jacques le Majeur, Mathias et Matthieu. Un autre relate la mort du jésuite Alexis Clerc qui était catéchiste à Vaux-sous-Laon et qui fut arrêté en compagnie de l'archevêque de Paris et fusillé le 24 mai 1871 en la prison de la Roquette.

## Galerie de photographies

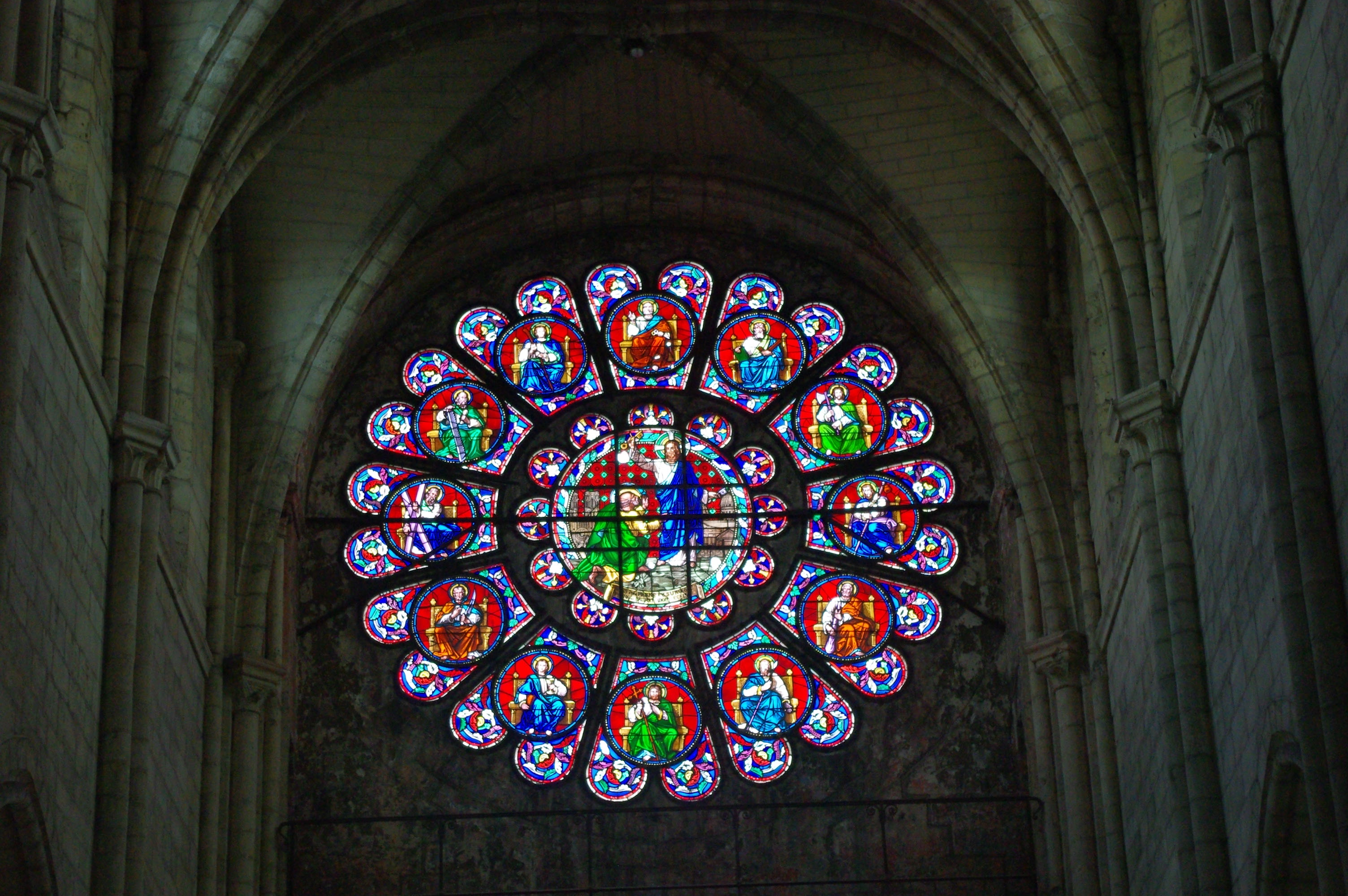
Rosace du chœur.
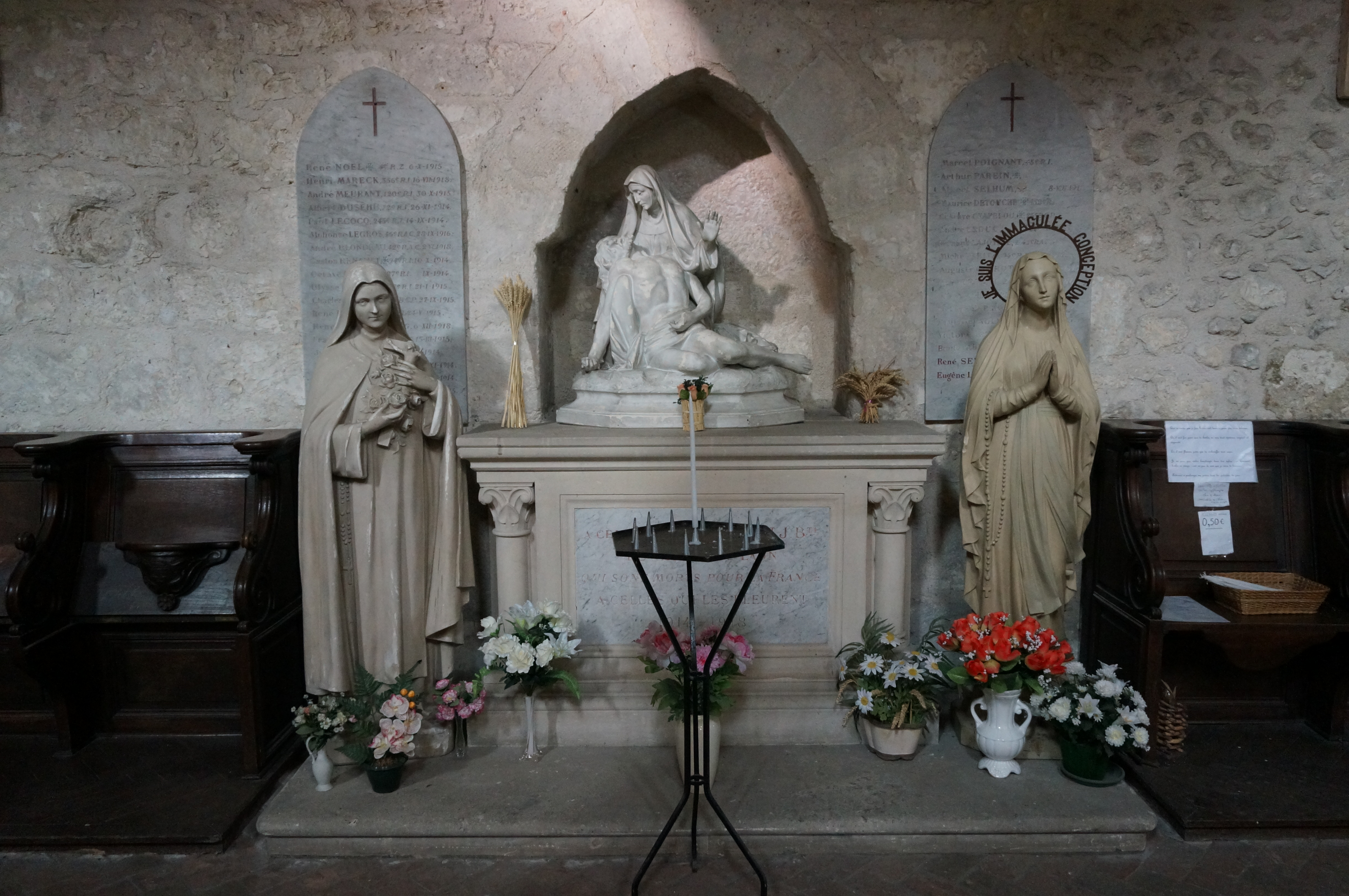
Monument aux morts.
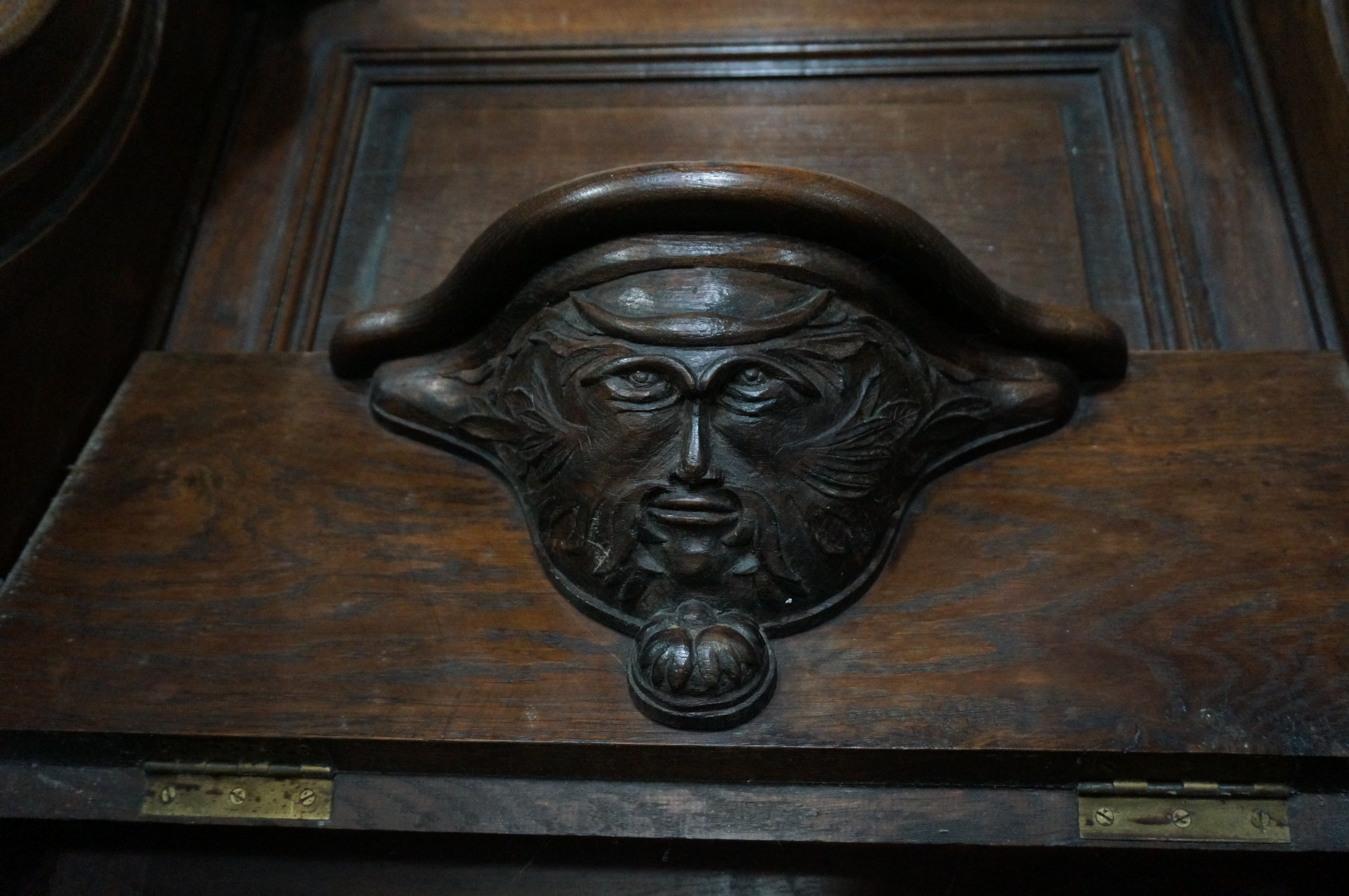
Miséricorde.
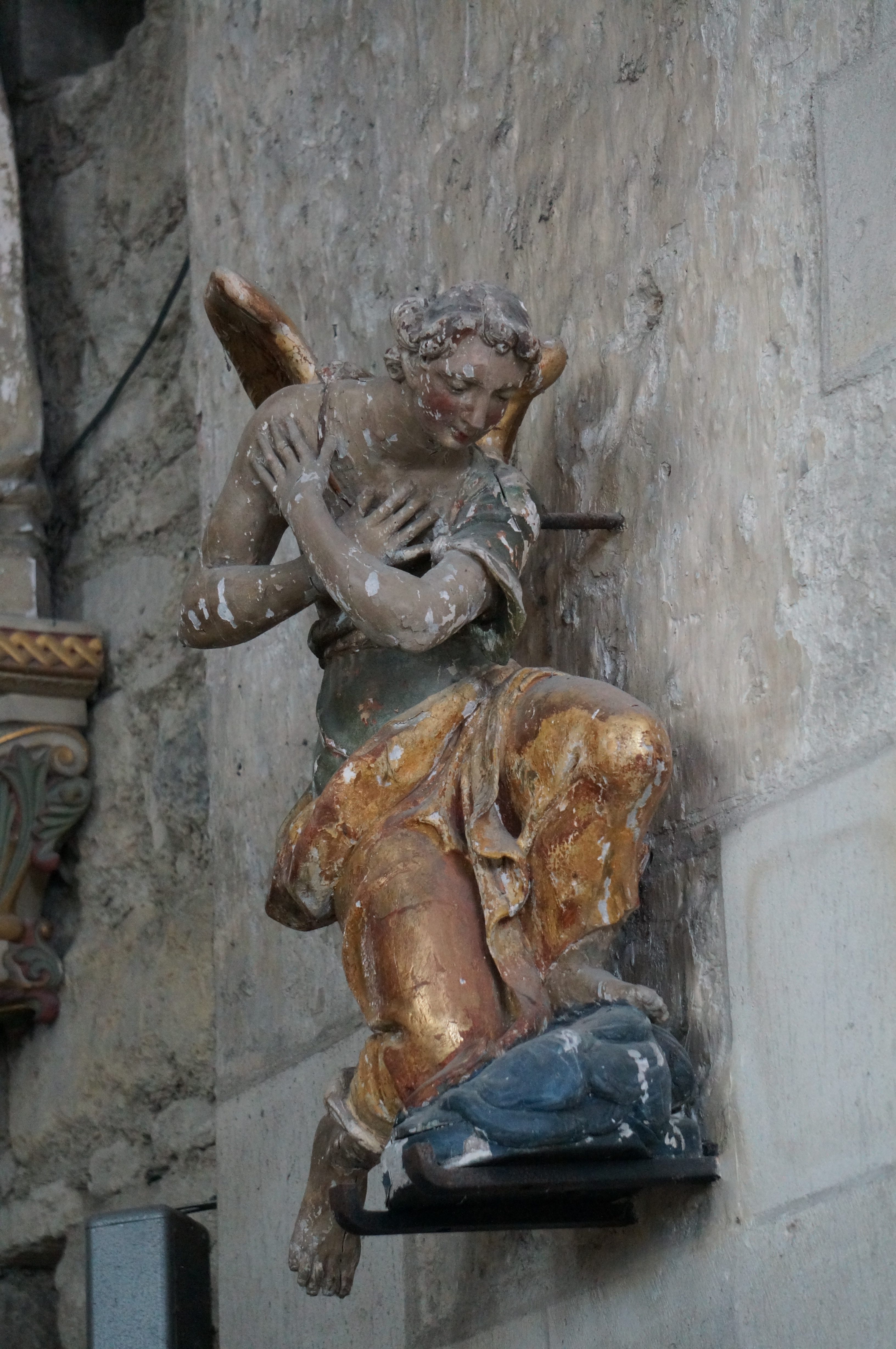
Ange classé[3].
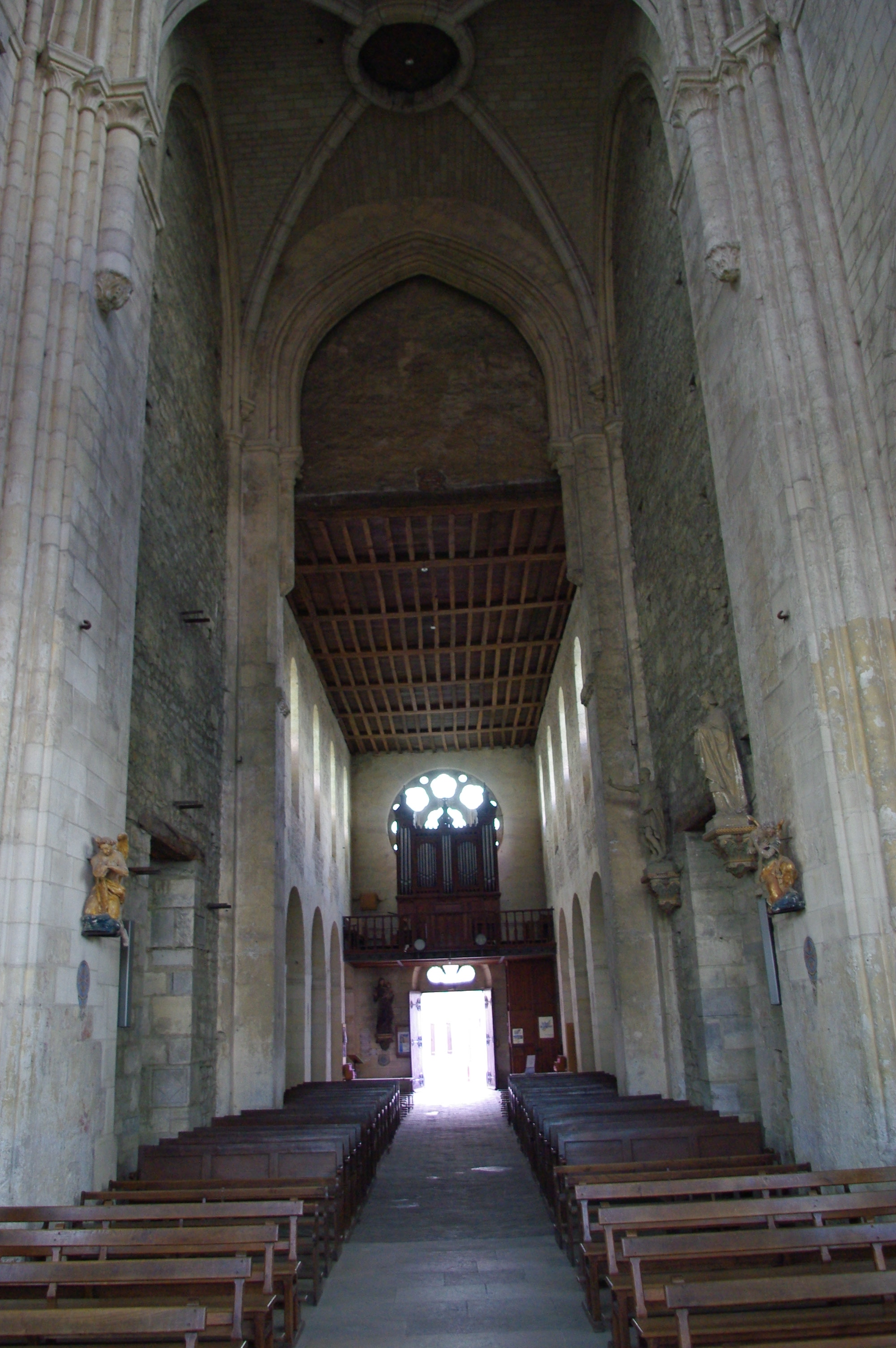
La nef.